# Untershausen
Untershausen là một đô thị trong huyện Westerwald bang Rheinland-Pfalz thuộc nước Đức. Đô thị Untershausen có diện tích 1,92 km², dân số là 523 người (31/12/2006).